# Крупін (Елцький повіт)
Крупін (пол. Krupin, нім. Krupinnen) — село в Польщі, у гміні Простки Елцького повіту Вармінсько-Мазурського воєводства.
Населення — 198 осіб (2011).

## Демографія
Демографічна структура станом на 31 березня 2011 року:
|          | Загалом | Допрацездатний вік | Працездатний вік | Постпрацездатний вік |
| -------- | ------- | ------------------ | ---------------- | -------------------- |
| Чоловіки | 99      | 16                 | 76               | 7                    |
| Жінки    | 99      | 23                 | 57               | 19                   |
| Разом    | 198     | 39                 | 133              | 26                   |